# Orazio Rancati
Orazio Rancati (Morbegno, Reino de Italia; 9 de marzo de 1940-17 de octubre de 2023) fue un futbolista y entrenador de fútbol italiano que jugó en la posición de centrocampista.

## Carrera

### Club
| Periodo   | Club                |
| --------- | ------------------- |
| 1958–1961 | Internazionale      |
| 1961      | Genoa CFC           |
| 1961–1962 | AC Reggiana         |
| 1962–1963 | Civitanovese Calcio |
| 1963–1965 | US Triestina        |
| 1965–1967 | Cesena FC           |
| 1967–1969 | Imolese Calcio 1919 |
| 1969–1972 | Parma FC            |
| 1972–1973 | Asti Calcio FC      |
| 1977      | Sondrio Calcio      |

### Selección nacional
Jugó para Italia en dos ocasiones en los Juegos Olímpicos de Roma 1960.

### Entrenador
Fue entrenador del Hard Sondrio de 1973 a 1987, con el que logró dos ascensos de categoría.

## Logros

### Jugador
- Serie D (2): 1968/69, 1969/70

### Entrenador
- Prima Categoria (1): 1977/78
- Promozione (1): 1980/81